# Essunga kommun
Essunga kommun är en kommun i Västra Götalands län (tidigare i Skaraborgs län). Centralort är Nossebro. 
I Essunga kommun sträcker sig Nossan i  nord-sydlig riktning. Landskapet längs dalgången präglas av hagmarker och lövskogsdungar. I den östra delen av kommunen finns ett flygsandsfält med inlandsdyner.
Kommunen utmärker sig med en robust samhällsservice och ett livskraftigt jordbruk. Under början av 2020-talet var 24 procent av de yrkesverksamma engagerade inom tillverkningsindustrin. Dessutom bidrog nio procent av arbetskraften till jordbruket.
Sedan kommunen bildades 1971 har befolkningsantalet varit relativt stabilt, pendlande mellan 5 590 personer (2015) och 6 061 personer (1980). Politiskt sett är kommunen ett starkt fäste för de borgerliga partierna, där Centerpartiet och Moderaterna utgör de största partierna.

## Administrativ historik
Kommunens område motsvarar socknarna: Barne-Åsaka, Bäreberg, Essunga, Främmestad, Fåglum, Kyrkås, Lekåsa och  Malma. I dessa socknar bildades vid kommunreformen 1862 landskommuner med motsvarande namn. 
I området inrättades 15 februari 1918 Nossebro municipalsamhälle som upplöstes 31 december 1963.
Vid kommunreformen 1952 sammanslogs de åtta landskommunerna Barne-Åsaka, Bäreberg, Essunga, Främmestad, Fåglum, Kyrkås, Lekåsa och Malma till storkommunen Essunga.
Essunga kommun bildades vid kommunreformen 1971 genom en ombildning av Essunga landskommun. 1974 uppgick kommunen i Vara kommun, men bröts ånyo ut till en egen kommun 1983. Gränserna blev desamma som tidigare, med det undantaget att samhället Tumleberg helt och hållet blev kvar i Vara kommun, medan det före 1974 delats av kommungränsen mellan Vara och Essunga.
Kommunen ingick från bildandet till 1974 i Vara domsaga, och från 1974 till 2009 ingick den i Lidköpings domsaga. Sedan 2009 ingår kommunen i Skaraborgs domsaga.

## Geografi
Kommunen är belägen i de nordvästra delarna av landskapet Västergötland och gränsar i norr till Grästorps kommun och i öster till Vara kommun, båda i före detta Skaraborgs län. I söder gränsar kommunen till Vårgårda kommun och Herrljunga kommun, i sydväst till Alingsås kommun och i väster till Trollhättans kommun, alla i före detta Älvsborgs län.

### Topografi och hydrografi
I Essunga kommun sträcker sig Nossan centralt genom kommunen i nord-sydlig riktning, omgiven av öppen odlingsbygd. Landskapet längs dalgången präglas av hagmarker, lövskogsdungar och ett relativt tunt jordtäcke. Ån formar mindre forsar, som tidigare användes för kvarnar, sågar och små kraftverk, men de flesta är nu nedlagda. Öster och väster om dalstråket breder skogklädda moränområden ut sig, med ett ganska tunt jordtäcke och inslag av hällmarker. Lägre områden innehåller även delar av myrmark. I sydvästra delen av kommunen finns Store Mosse-komplexet, vars högmossekaraktär inte i nämnvärd grad påverkats av tidigare torvtäkt. I östra delen, nordöst om Nossebro, återfinns ett flygsandsfält med välutbildade inlandsdyner.
Nedan presenteras andelen av den totala ytan 2020 i kommunen jämfört med riket.
|  | Bebyggelse (5,7 %) |

|  | Skog (39,8 %) |

|  | Öppen myrmark (1,6 %) |

|  | Jordbruksmark (48,1 %) |

|  | Övrig mark (4,7 %) |

|  | Bebyggelse (3,1 %) |

|  | Skog (68,0 %) |

|  | Öppen myrmark (7,2 %) |

|  | Jordbruksmark (7,4 %) |

|  | Övrig mark (14,3 %) |

### Administrativ indelning
Fram till 2016 var kommunen för befolkningsrapportering indelad i Essunga församling, Fridhems församling (ligger även i Grästorps kommun), Främmestad-Bärebergs församling och Lekåsa-Barne Åsaka församling.

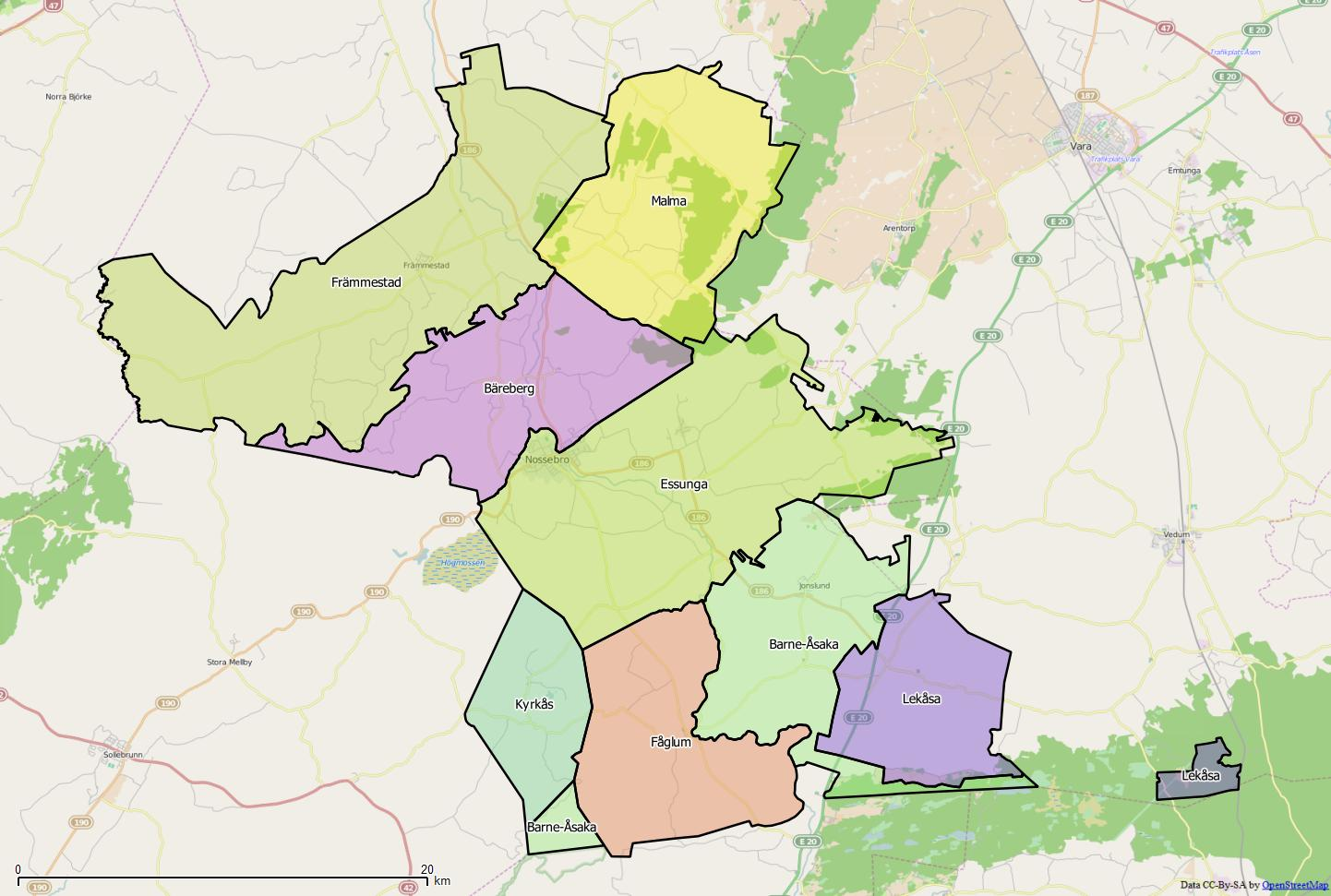
Distrikt (socknar) inom Essunga kommun

Från 2016 indelas kommunen i åtta distrikt, vilka motsvarar de tidigare socknarna: Barne-Åsaka, Bäreberg, Essunga, Främmestad, Fåglum, Kyrkås, Lekåsa och Malma.

### Naturskydd
Ungefär 0 procent (0 procent av landytan) av Essunga kommuns areal hade år 2019 skydd i form av naturreservat, naturvårdsområden, naturminnen och biotopskydd. Detta motsvarade fyra hektar.

### Tätorter
Vid Statistiska centralbyråns tätortsavgränsning den 31 december 2015 fanns det tre tätorter i Essunga kommun.
| Nr | Tätort     | Folkmängd |
| -- | ---------- | --------- |
| 1  | Nossebro   | 1 884     |
| 2  | Främmestad | 391       |
| 3  | Jonslund   | 304       |

Centralorten är i fet stil.

## Styre och politik

### Styre
Mandatperioden 2010–2014 styrdes kommunen av Moderaterna, Kristdemokraterna och Folkpartiet som tillsammans samlade 13 av 31 mandat i kommunfullmäktige. Efter valet 2014 inkluderades även Centerpartiet i styret som därmed fick egen majoritet. Den sittande koalitionen blev kvar vid makten även efter valet 2018, dock inkluderades även Miljöpartiet. Efter valet 2022 lämnades Liberalerna utanför samarbetet medan Moderaterna, Kristdemokraterna, Centerpartiet och Miljöpartiet stannade kvar vid makten.

### Kommunfullmäktige

#### Presidium
| Presidium 2022–2026    | Presidium 2022–2026 | Presidium 2022–2026     |
| ---------------------- | ------------------- | ----------------------- |
| Ordförande             | C                   | Tomas Johansson         |
| Förste vice ordförande | M                   | Marie-Louise Svensson   |
| Andre vice ordförande  | S                   | Bengt-Göran Henningsson |

#### Mandatfördelning 1982–2022
|  | 10 | 2 | 13 | 3 |  | 11 |

| 32 | 9 |

| 11 | 13 | 5 |  | 11 |

| 31 | 10 |

| 11 |  | 14 | 5 |  | 9 |

| 32 | 9 |

|  | 10 | 12 | 4 | 3 | 11 |

| 25 | 16 |

| 2 | 12 |  | 11 | 3 | 2 | 10 |

| 24 | 17 |

|  | 11 | 2 | 10 | 2 | 4 | 11 |

| 28 | 13 |

|  | 9 |  | 10 | 3 | 4 | 7 |

| 22 | 13 |

|  | 9 |  | 9 | 2 | 3 | 10 |

| 22 | 13 |

|  | 9 |  |  | 6 |  | 2 | 10 |

| 17 | 14 |

|  | 9 |  | 2 | 4 |  | 2 | 11 |

| 18 | 13 |

|  | 7 |  | 3 | 4 |  |  | 13 |

| 17 | 14 |

|  | 6 |  | 5 | 2 |  | 15 |

| 15 | 16 |

För valresultat före 1982, se Vara kommun som Essunga tidigare ingick i.

### Nämnder

#### Kommunstyrelse
| Presidium 2023–2026    | Presidium 2023–2026 | Presidium 2023–2026 |
| ---------------------- | ------------------- | ------------------- |
| Ordförande             | M                   | Daniel Andersson    |
| Förste vice ordförande | M                   | Pernilla Jönsson    |
| Andre vice ordförande  | S                   | Peter Andréasson    |

#### Övriga nämnder
Avser mandatperioden 2023–2026: 
| Nämnd                  | Ordförande | Ordförande     | Vice ordförande | Vice ordförande  |
| ---------------------- | ---------- | -------------- | --------------- | ---------------- |
| Socialnämnden          | M          | Cliff Nyqvist  | M               | Catharina Åslund |
| Utbildningsnämnden     | M          | Jörgen Dimenäs | KD              | Maria Åkebrand   |
| Bygg- och miljönämnden | M          | Peter Lundgren | M               | Pontus Aghamn    |
| Valnämnden             | M          | Jan Därnemyr   |                 |                  |

## Ekonomi och infrastruktur

### Näringsliv
Essunga utmärker sig med en robust samhällsservice och ett livskraftigt jordbruk. I början 2020-talet var 24 procent av de yrkesverksamma engagerade inom tillverkningsindustrin, där Componenta Främmestad AB i Främmestad spelade en betydande roll med sin specialisering på komponenter till tunga fordon. Dessutom återfanns nio procent av arbetskraften inom jordbruket, vilket ytterligare bidrog till Essungas varierade ekonomiska struktur.
År 2022 hade Essunga kommun 470 anställda. Den största privata arbetsgivaren 2024 var Dahrén Sweden AB med 225 anställda.

### Infrastruktur

#### Transporter
De sydöstra delarna av kommunen genomkorsas av E20 varifrån länsväg 186 tar av åt norr genom Nossebro där länsväg 190 tar av åt sydväst.

## Befolkning

### Demografi

#### Befolkningsutveckling
Kommunen har 5 560 invånare (31 december 2024), vilket placerar den på 265:e plats avseende folkmängd bland Sveriges kommuner.
| Befolkningsutvecklingen i Essunga kommun 1970–2020 | Befolkningsutvecklingen i Essunga kommun 1970–2020 | Befolkningsutvecklingen i Essunga kommun 1970–2020 | Befolkningsutvecklingen i Essunga kommun 1970–2020 | Befolkningsutvecklingen i Essunga kommun 1970–2020 |
| -------------------------------------------------- | -------------------------------------------------- | -------------------------------------------------- | -------------------------------------------------- | -------------------------------------------------- |
|                                                    |                                                    |                                                    |                                                    |                                                    |
| År                                                 |                                                    |                                                    | Folkmängd                                          |                                                    |
| 1970                                               | 1970                                               |                                                    | 5 784                                              |                                                    |
| 1975                                               | 1975                                               |                                                    | 5 710                                              |                                                    |
| 1980                                               | 1980                                               |                                                    | 6 061                                              |                                                    |
| 1985                                               | 1985                                               |                                                    | 5 850                                              |                                                    |
| 1990                                               | 1990                                               |                                                    | 6 029                                              |                                                    |
| 1995                                               | 1995                                               |                                                    | 6 005                                              |                                                    |
| 2000                                               | 2000                                               |                                                    | 5 835                                              |                                                    |
| 2005                                               | 2005                                               |                                                    | 5 717                                              |                                                    |
| 2010                                               | 2010                                               |                                                    | 5 564                                              |                                                    |
| 2015                                               | 2015                                               |                                                    | 5 590                                              |                                                    |
| 2020                                               | 2020                                               |                                                    | 5 687                                              |                                                    |

## Kultur

### Kulturarv
I Essunga kommun finns ett byggnadsminne, Anestad Västergården. Ett flertal gamla byggnader har dock kommit att bevaras av hembygdsföreningar så som stationshuset i Nossebro och Kerstinsås kvarn. Ett betydligt äldre kulturarv är hällristningarna i Godegården som tillkom under bronsåldern eller yngre stenåldern. Ristningarna föreställer 90 bilder av fotsulor men det finns även hugget ett 30-tal skålgropar.

### Kommunvapen
Blasonering: I blått fält tre kornax uppväxande ur en genomgående bro av silver i två spann, uppskjutande ur en av en vågskura bildad stam, fyra gånger vågskuredelad av blått och silver.
Kommunen hade sedan den nybildades 1983 använt sig av en vapensköld med ett emblem skapat på 1960-talet. Denna uppfyllde dock inte de krav som ställdes för att kunna registreras som ett vapen. Essunga blev därför en av de sista kommunerna i Sverige som saknade ett officiellt registrerat vapen. Ett nytt vapen utarbetades med klara likheter med det tidigare märket (bron i centrum) och det kunde efter många diskussioner antas. Det registrerades därefter i PRV  år 2006.